# Conseil d'État (Angleterre)
Pour les articles homonymes, voir Conseil d'État.
Le Conseil d'État (en anglais : Council of State) était le nom du cabinet assumant collectivement, et en liaison avec le Parlement, le pouvoir exécutif au sein du Commonwealth d'Angleterre, après la destitution et l'exécution de Charles Ier d'Angleterre.
La monarchie anglaise étant abolie, le Conseil d'État fut créé par le Parlement croupion les 14 et 15 février 1649, et chargé de diriger la politique intérieure et étrangère du Commonwealth. Le Conseil d'État comptait 41 membres, élus chaque année par le Parlement. La première réunion eut lieu le 17 février, présidée par Oliver Cromwell. John Bradshaw, président du tribunal au procès de Charles Ier, fut élu président du Conseil. Lors de la première session du Conseil d'État, seuls 14 des 41 membres élus se présentèrent. Dans les faits, le Conseil était dominé par le poids de l'armée, qui exerçait la réalité du pouvoir, et par l'influence de Cromwell. 
Le 30 avril 1653, dix jours après avoir dissout le Parlement, Cromwell annonça la fin du Conseil d'État, assumant ouvertement le pouvoir de manière personnelle sous la forme du Protectorat, créé en décembre de la même année.
Le 25 mai 1659, après la démission de Richard Cromwell qui avait succédé à son père l'année précédente, le Conseil d'État assuma à nouveau la direction du Commonwealth, alors que le régime s'enfonçait dans la confusion. La Restauration anglaise, l'année suivante, mit un terme définitif à l'existence du Conseil, qui fut dissout le 28 mai 1660.